# اليزيديون في ألمانيا

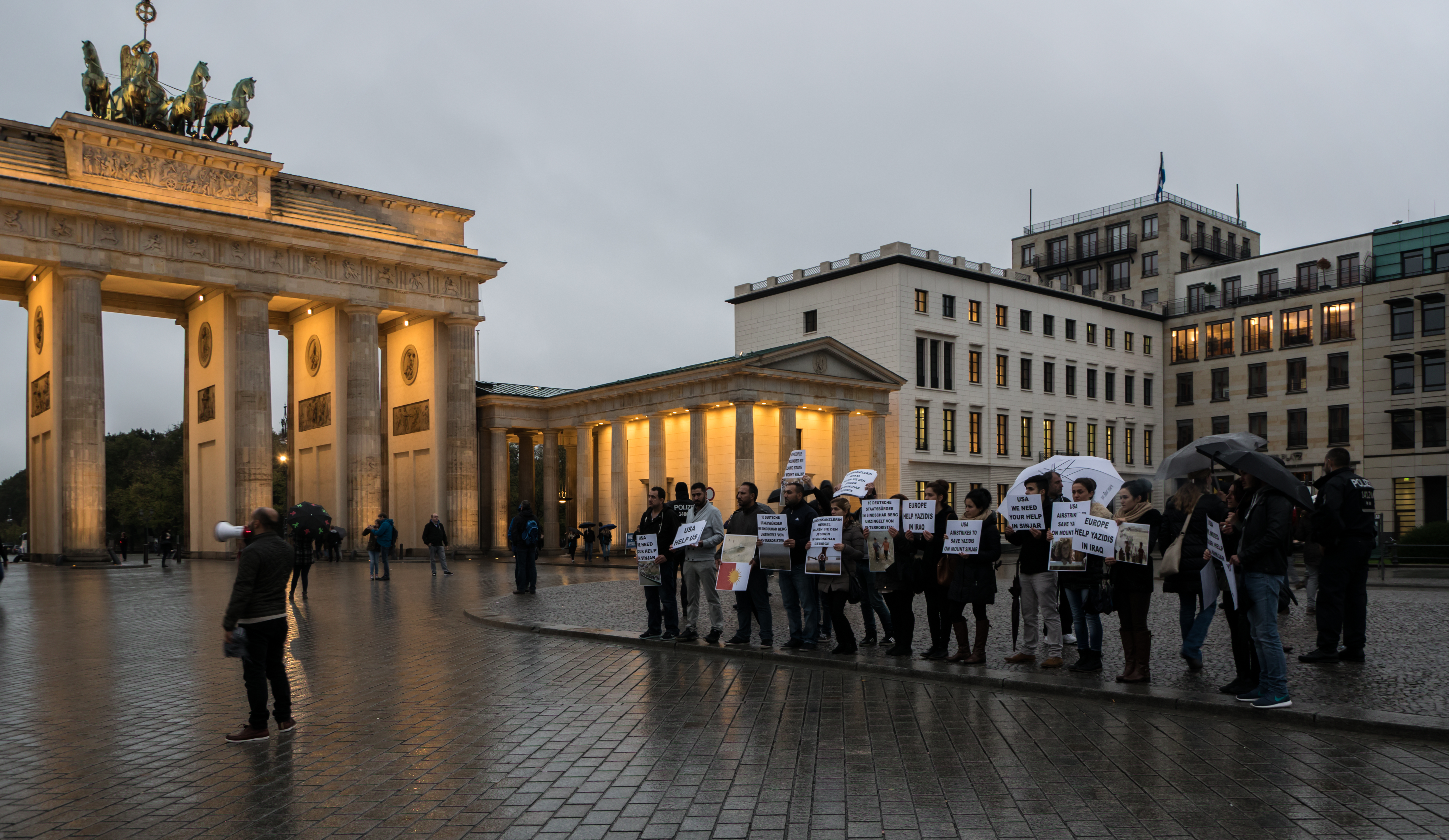

اليزيديون في ألمانيا هم الأشخاص الذين ولدوا في جمهورية ألمانيا أو يقيمون فيها من أصل إيزيدي بشكل كامل أو جزئي، وهي جماعة إثنية دينية. هناك مجتمع يزيدي كبير في ألمانيا، ويقدر عددهم بحسب مصادر بنحو 60,000 شخص، في حين تقدر أعدادهم وفقاً لمصادر أخرى بين 100,000 إلى 120,000 شخص، وهذا يجعل الجالية اليزيدية الألمانية واحدة من أكبر الجاليات في الشتات اليزيدي.

## تاريخ الهجرة
هرب العديد من اليزيديين إلى ألمانيا خلال عقد 1990 خوفاً من الاضطهاد الديني في تركيا. وصل عدد السكان الأيزيديين في ألمانيا في عام 1998 إلى حوالي 20,000 شخص. وهرب العديد من المثقفين اليزيديين أيضاً خلال هذه الفترة ويلعبون الآن دوراً بارزاً في شؤون اليزيديين في الشتات ويقيمون علاقات مع اليزيديين في العراق.

## النشاط السياسي
في أغسطس من عام 2014، نظّم اليزيديون الألمان احتجاجات ضد اضطهاد اليزيديين من قبل داعش. وحضر ما بين 5,000 إلى 10,000 شخص المظاهرات.